# بدرس
بُدرُس هي قرية فلسطينية تقع على بعد 29 كيلومتراً شمال غرب رام الله في شمال الضفة الغربية، وترتفع 225 متر عن مستوى سطح البحر. تبلغ مساحتها حوالي 9200 دونم، وتمت مصادرة جزء كبير منها لصالح جدار الضم والتوسع من قِبل الاحتلال الإسرائيلي.

## الجغرافيا
تقع القرية في الخط الأخضر ويحدها من الشمال الشرقي قبية، ونعلين  من الجنوب الشرقي، وشبتين من الشرق، ورنتيس من الشمال، والمدية من الجنوب، وقرية بيت نبالا المهجرة من الشمال الغربي.

## السكان والحياة الاقتصادية
ووفقاً للجهاز المركزي للإحصاء الفلسطيني، فإن عدد سكان القرية قد بلغ حوالي 1,399 نسمة في عام 2007. عمل سكان بدرس في الزراعة حيث كان يتم  زراعة الأراضي بالحبوب والخضراوات كالقمح والشعير، والخيار، والفقوس. تم مصادرة 500 دونم من الأراضي الزراعية في القرية عام  1967 بعد النكسة من قبل الاحتلال الإسرائيلي، مما أدى إلى تقليص مساحات الأراضي الصالحة للزراعة، ومنع السكان من البناء في جزء كبير من الأراضي المتبقة، فيما بعد اعتمد معظم السكان في القرية على داخل الخط الأخضر، ويقوم الاحتلال بمنع ما يصل إلى نسبة تسعين بالمية من سكان القرية من امتلاك التصاريح ودخولهم للداخل الفلسطيني المحتل.

### العائلات
- عائلة خليفي
- عائلة محمود حسين
- عائلة عليان
- عائلة عوض
- عائلة خلف
- عائلة صبيح
- عائلة عودة
- عائلة ابوصفا
- عائلة علي
- عوض عائلة مرار

## العمران والعمارة
قامت مؤسسة رواق الفلسطينة عام 2000 بإجراء مسح ميداني للقرية وظهر فيه أن القرية تضم 122 مبنى قديم، يتكون المعظم منها من طابق واحد، والقليل يتكون من طابقين أو أكثر، ومن الناحية الإنشائية ظهر أن نصف العدد من المباني يتمتع بحالة جيدة وما تبقى جزء منه بحالة متوسطة وجزء قليل غير صالح للعيش أو حالته سيئة، أما عمارة المباني القديمة في القرية تكونت معظمها من سطح مستوي، وبعضها ظهرت في القباب والعقود والعقود البرميلية، وتشكلت أسطح الأراضيات من الطين أو التراب وحديثاً تم استخدام الحجر.

## الخدمات
يوجد في القرية عيادة تابعة لوكالة الغوث يوجد فيها مختبر تحاليل طبية، ومركز أمومة وطفولة، ولا  يتوفر سيارة إسعاف، وبسبب قلة الخدمات الصحية يتوجه  السكان إلى نعلين التي تبعد عن التجمع حوالي 8 كم، أو إلى قرية قبيا التي تبعد عن التجمع حوالي 4 كم، ويوجد في القرية مدرسة. يتسبب جدار الفصل العنصري الإسرائيلي في عرقلة وصول الطلاب لمدارسهم أو يخلق جو من الخوف والهزع لديهم كون الية محاطة بالجدرا من عدة جهات.

## معرض الصور

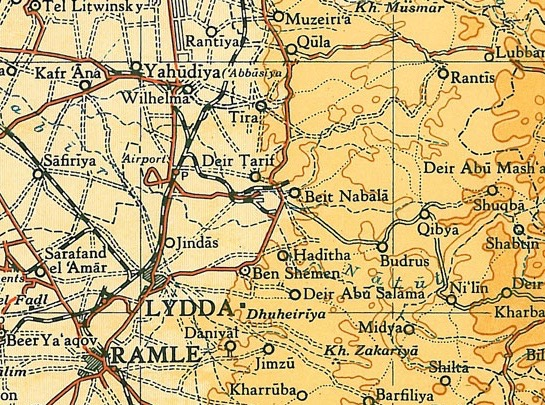
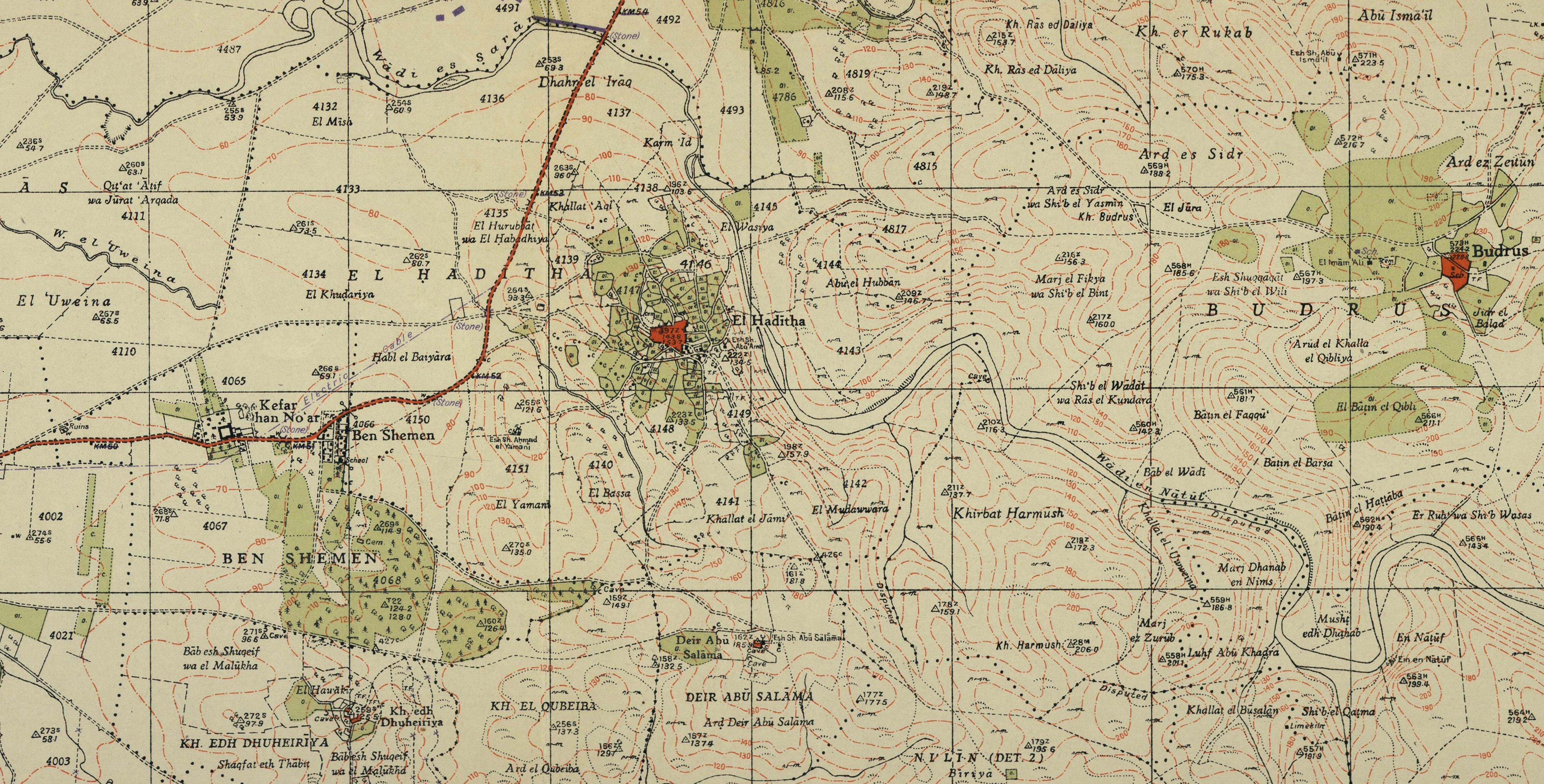
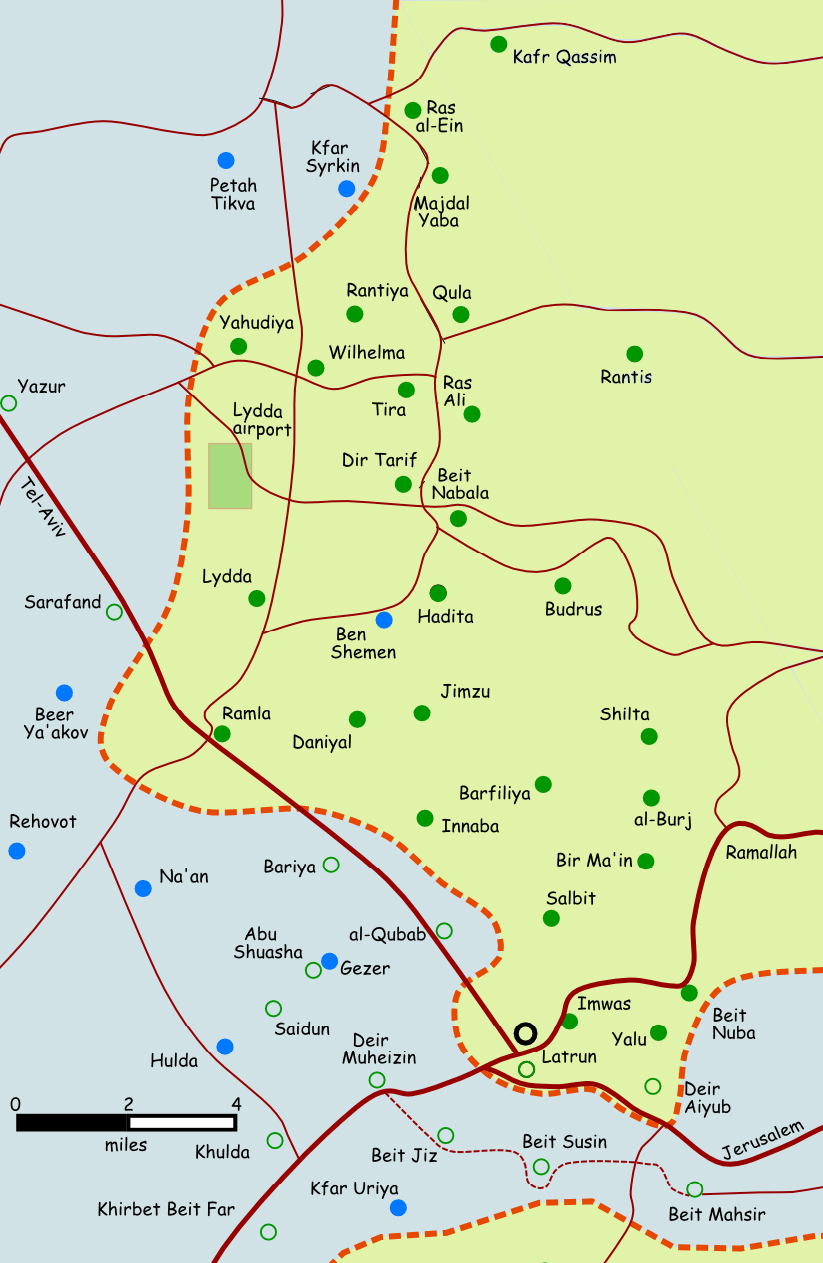